# Silje Karlengen
Silje Karlengen (* 26. Juni 1994) ist eine norwegische Skispringerin.

## Werdegang
Karlengen, die für den Verein Heradsbygda IL startet, gab ihr internationales Debüt im Rahmen des Skisprung-Continental-Cups am 21. August 2009 in Lillehammer. Dabei verpasste sie im ersten Springen als 35. und einen Tag später im zweiten Springen als 34. die Punkteränge nur knapp. Auch in der Folge hatte sie bis Ende 2010 keinen Punkteerfolg bei den Springen in Norwegen. Erst bei ihrem ersten Continental Cup außerhalb ihres Heimatlandes im Januar 2011 in Ljubno gelangen ihr mit zwei 26. Plätzen die ersten und bisher einzigen Continental-Cup-Punkte, die ihr am Ende Rang 72 der Gesamtwertung einbrachten.
Nach zwei erfolglosen Continental-Cup-Springen in Trondheim im September 2011, gab sie am 3. November 2011 ihr Debüt im neu geschaffenen Skisprung-Weltcup der Damen. Da sie auch hier den zweiten Durchgang und damit die Punkteränge deutlich verpasste, verblieb sie vorerst im Continental-Cup-Kader. Jedoch gelangen ihr auch in dieser Serie bis Februar 2012 keine Erfolge. Ihr bislang letztes internationales Springen war der Weltcup in Oslo im März 2012, bei dem sie auf Rang 47 sprang.

## Erfolge

### Continental-Cup-Platzierungen
| Saison  | Platz | Punkte |
| ------- | ----- | ------ |
| 2010/11 | 72.   | 10     |